# Сайто Хітосі
Хітосі Сайто (яп. 斎藤 仁; нар. 2 січня 1961 — 20 січня 2015) — японський дзюдоїст, дворазовий олімпійський чемпіон (1984 та 1988 роки), чемпіон світу.

## Виступи на Олімпіадах
| Олімпіада         | Дисципліна  | Місце |
| ----------------- | ----------- | ----- |
| Лос-Анджелес 1984 | понад 95 кг | 1     |
| Сеул 1988         | понад 95 кг | 1     |